# 포켓몬스터
《포켓몬스터》(영어: Pocket Monsters), 약칭 포켓몬(ポケモン, 영어: Pokémon)은 닌텐도, 게임 프리크와 크리처스가 공동설립한 일본 기업 포켓몬 컴퍼니가 관리하는 미디어 프랜차이즈이다. 1996년 타지리 사토시가 창작한 가공의 생물 '포켓몬'에서 탄생한 프랜차이즈로, 포켓몬과 공존하는 인간들은 '포켓몬 트레이너'로서 포켓몬을 육성해 스포츠와 같은 배틀을 하는 가상의 세계를 무대로 한다.
《포켓몬스터》는 1996년 2월, 게임 프리크가 개발해 닌텐도의 휴대용 게임기 게임보이,게임보이 컬러로 출시된 한 쌍의 게임군 《포켓몬스터 레드·그린》으로 시작해 이후 각종 매체를 아우르는 미디어 믹스 프랜차이즈로 확장했다. 《포켓몬스터》는 역사상 최고의 수익을 기록한 미디어 프랜차이즈이고, 비디오 게임 시리즈의 경우 총 판매량 3억 8천만 장 이상을 기록해 게임 역사상 《마리오》, 《테트리스》, 《콜 오브 듀티》에 이어 네 번째로 가장 큰 비디오 게임 프랜차이즈이며, 애니메이션의 경우 전세계 183개국에 방영돼 1,000개 이상의 에피소드를 넘도록 방영되며 역사상 가장 성공적인 비디오 게임의 애니메이션화 작품이 됐다. 그 외에 《포켓몬스터》 프랜차이즈는 장난감 브랜드, 카드 게임, 실사 영상 매체, 소설, 만화, 음악, 놀이기구 등 다양한 상품권에 걸쳐 전개되고 있다.

## 개요

### 이름
포켓몬스터 (Pocket Monsters)이라는 단어는 주머니 속의 괴물, 즉 몬스터볼에 넣어서 주머니에 간편하게 휴대하고 다닐 수 있는 몬스터를 뜻하며 준말로 '포켓몬 (Pokémon)'라고 칭한다. '포켓몬'이라는 용어는 《포켓몬스터》 프랜차이즈 자체를 가리키는 것과 더불어 매체 내에 등장하는 가공의 생물들을 지칭하는 말로 쓰인다. 9세대 게임군 《스칼렛·바이올렛》을 기준으로 총 1000종이 넘는 포켓몬들이 존재한다. 처음 기획 단계에선 캡슐몬스터 (Capsule Monster)라는 이름을 고려했다.

### 포켓몬스터의 게임플레이
《포켓몬스터》 최고경영자 타지리 사토시가 포켓몬에 대한 발상을 떠올린 건 1989년, 닌텐도가 휴대용 게임기 게임보이를 출시했을 때였다. 타지리는 어린 시절 가졌던 취미 곤충 채집에서 착안해 디오 게임과 가상의 세상으로서의 포켓몬 세계를 창작했다. 《포켓몬스터》의 세계에서 플레이어는 포켓몬 트레이너로서 세 가지의 목표를 갖는데, 하나는 한 게임 내에서 포획할 수 있는 포켓몬들을 모두 찾아 지방 포켓몬 도감의 빈 항목들을 채우는 것이고, 둘째는 타 게임으로부터 포켓몬을 전송함으로써 《포켓몬스터》에 존재하는 모든 포켓몬을 기록하는 전국도감을 완성하는 것이며, 셋째는 자신이 데린 포켓몬들을 육성하고 훈련해 포켓몬 리그에서 다른 트레이너와 배틀해 우승을 거둬 최종적으로 챔피언이 되는 것이다. 이 '수집, 훈련, 배틀'이라는 세 가지 요소는 《포켓몬스터》를 관통하는 주제로, 비디오 게임, 애니메이션, 카드 게임, 만화 등 모든 매체에 빠짐없이 거의 항상 등장한다.

### 포켓몬의 세계
《포켓몬스터》는 가상의 포켓몬 세계를 무대로 하며, 각종 《포켓몬스터》 매체에서 고유의 특성을 가진 다양한 지방들이 등장한다. 설정상 포켓몬스터 세계를 창조신 아르세우스가 창조했고 아르세우스의 자식인 디아루가, 펄기아, 기라티나가 시공간과 반물질을 다스리고 엠라이트, 유크시, 아그놈이 감정과 지혜, 의지를 만들었다고 한다. 본편에 해당하는 비디오 게임 시리즈에선 각 세대의 게임군마다 새로운 지방에서 펼쳐지며, 8세대 게임군을 기준으로 관동, 성도, 호연, 신오, 하나, 칼로스, 알로라, 가라르 총 8개의 지방이 있다. 각 지방마다 플레이어가 탐험하는 도시와 마을들, 플레이어의 도전과제를 제공하는 체육관과 콘테스트, 그리고 이야기의 악당에 해당하는 조직들이 있다. 한 지방 내에 있는 지역마다 등장하는 포켓몬들이 달라 그 지방의 모든 포켓몬과 조우하기 위해선 지방 전체를 탐사해야 한다. 한 게임 내에서 다른 지방으로 이동할 수 없으나 1999년작 《포켓몬스터 금·은》과 그 개선판 《포켓몬스터 크리스탈》, 그리고 2009년 리메이크 《포켓몬스터 하트골드·소울실버》에선 관동지방과 성도지방이 서로 오갈 수 있는 형태로 동시에 등장한 바 있다. 본편 이외에 포켓몬스터 애니메이션에 등장하는 오렌지제도와 데코로라제도 등 외전에서만 등장하는 지방들도 존재한다.
본편에 등장하는 지방들은 현실에 존재하는 장소를 배경으로 창작했다. 첫 네 개의 지방들(관동, 성도, 호연, 신오)은 일본 각지를 본따온 곳이며, 그 외에 지방들은 미국(하나, 알로라), 프랑스(칼로스), 영국(가라르), 스페인(팔데아)을 배경으로 했다.

## 비디오 게임
| 1996 | 적·녹                           |
| 1996 | 청                              |
| 1997 |                                 |
| 1998 | 피카츄                          |
| 1999 | 금·은                           |
| 2000 | 크리스탈                        |
| 2001 |                                 |
| 2002 | 루비·사파이어                   |
| 2003 |                                 |
| 2004 | 파이어레드·리프그린             |
| 2004 | 에메랄드                        |
| 2005 |                                 |
| 2006 | DP 디아루가·펄기아              |
| 2007 |                                 |
| 2008 | Pt 기라티나                     |
| 2009 | 하트골드·소울실버               |
| 2010 | 블랙·화이트                     |
| 2011 |                                 |
| 2012 | 블랙 2·화이트 2                 |
| 2013 | X·Y                             |
| 2014 | 오메가루비·알파사파이어         |
| 2015 |                                 |
| 2016 | 썬·문                           |
| 2017 | 울트라썬·울트라문               |
| 2018 | 레츠고! 피카츄·레츠고! 이브이   |
| 2019 | 소드·실드                       |
| 2020 |                                 |
| 2021 | 브릴리언트 다이아몬드·샤이닝 펄 |
| 2022 | LEGENDS 아르세우스              |
| 2022 | 스칼렛 바이올렛                 |

### 세대
포켓몬 컴퍼니가 관리하는 공식 포켓몬 게임들은 세대 단위로 구분된다. 세대 교체는 대략 출시 연대별로 이뤄지는데, 어떤 한 포켓몬스터 게임이 전작과 차별되는 완전히 새로운 포켓몬 종, 등장인물, 게임플레이 변화점 등을 소개할 경우 해당 게임은 새로운 세대가 시작되는 게임으로 간주한다. 한 세대가 시작될 때마다 본가 포켓몬스터 게임 시리즈 및 외전 게임들, 애니메이션, 만화, 카드 게임 모두 새로운 포켓몬 개체로 교체된다.
1세대는 1996년 발매된 《포켓몬스터 적·녹》을 기준으로 시작됐으며, 2021년 기준으로 본가 비디오 게임 시리즈에는 8세대가 존재한다. 게임 프리크가 개발하는 본편 롤플레잉 시리즈는 '포켓몬스터', 그 외의 게임은 '포켓몬'이라는 이름을 제목에 붙여 발매하는 것이 특징이다. 본편 시리즈를 기준으로 다른 미디어 믹스 작품들이 만들어진다.

### 포켓몬스터 본가 게임 목록
| 세대                                       | 제목                                       | 출시일                                                                                                | 플랫폼            |
| ------------------------------------------ | ------------------------------------------ | --- | ----------------- |
| 1세대 1996–1999 관동지방                   | 포켓몬스터 적·녹                           | 1996년 2월 27일일본                                                                                   | 게임보이          |
| 1세대 1996–1999 관동지방                   | 포켓몬스터 청                              | 1996년 10월 15일일본                                                                                  | 게임보이          |
| 1세대 1996–1999 관동지방                   | 포켓몬 레드·블루                           | 1998년 9월 28일북미 1998년 10월 23일호주 1999년 10월 5일유럽                                          | 게임보이          |
| 1세대 1996–1999 관동지방                   | 포켓몬스터 피카츄                          | 1998년 9월 12일일본 1999년 10월 19일북미 1999년 9월 3일호주 2000년 6월 16일유럽                       | 게임보이          |
| 2세대 1999–2002 성도지방 관동지방          | 포켓몬스터 금·은                           | 1999년 11월 21일일본 2000년 10월 13일호주 2000년 10월 14일북미 2001년 4월 6일유럽 2002년 4월 23일한국 | 게임보이 컬러     |
| 2세대 1999–2002 성도지방 관동지방          | 포켓몬스터 크리스탈                        | 2000년 12월 14일일본 2001년 7월 29일북미 2001년 9월 30일호주 2001년 11월 2일유럽                      | 게임보이 컬러     |
| 3세대 2002–2006 호연지방 관동지방          | 포켓몬스터 루비·사파이어                   | 2002년 11월 21일일본 2003년 3월 18일북미 2003년 4월 3일호주 2003년 7월 25일유럽                       | 게임보이 어드밴스 |
| 3세대 2002–2006 호연지방 관동지방          | 포켓몬스터 파이어레드·리프그린             | 2004년 1월 29일일본 2004년 9월 7일북미 2004년 9월 23일호주 2004년 10월 1일유럽                        | 게임보이 어드밴스 |
| 3세대 2002–2006 호연지방 관동지방          | 포켓몬스터 에메랄드                        | 2004년 9월 16일일본 2005년 4월 30일북미 2005년 6월 9일호주 2005년 10월 21일유럽                       | 게임보이 어드밴스 |
| 4세대 2006–2010 신오지방 성도지방 관동지방 | 포켓몬스터DP 디아루가·펄기아               | 2006년 9월 28일일본 2007년 4월 22일북미 2007년 6월 21일호주 2007년 7월 27일유럽 2008년 2월 14일한국   | 닌텐도 DS         |
| 4세대 2006–2010 신오지방 성도지방 관동지방 | 포켓몬스터Pt 기라티나                      | 2008년 9월 13일일본 2009년 3월 22일북미 2009년 5월 14일호주 2009년 5월 22일유럽 2009년 7월 2일한국    | 닌텐도 DS         |
| 4세대 2006–2010 신오지방 성도지방 관동지방 | 포켓몬스터 하트골드·소울실버               | 2009년 9월 12일일본 2010년 2월 4일한국 2010년 3월 14일북미 2010년 3월 25일호주 2010년 3월 26일유럽    | 닌텐도 DS         |
| 5세대 2010–2013 하나지방                   | 포켓몬스터 블랙·화이트                     | 2010년 9월 18일일본 2011년 3월 4일유럽 2011년 3월 6일북미 2011년 3월 10일호주 2011년 4월 21일한국     | 닌텐도 DS         |
| 5세대 2010–2013 하나지방                   | 포켓몬스터 블랙 2·화이트 2                 | 2012년 6월 23일일본 2012년 10월 7일북미 2012년 10월 11일호주 2012년 10월 12일유럽                     | 닌텐도 DS         |
| 6세대 2013–2016 칼로스지방 호연지방        | 포켓몬스터 X·Y                             | 2013년 10월 12일전세계                                                                                | 닌텐도 3DS        |
| 6세대 2013–2016 칼로스지방 호연지방        | 포켓몬스터 오메가루비·알파사파이어         | 2014년 11월 21일전세계 2014년 11월 28일유럽                                                           | 닌텐도 3DS        |
| 7세대 2016–2019 알로라지방 관동지방        | 포켓몬스터 썬·문                           | 2016년 11월 18일전세계 2016년 11월 23일유럽                                                           | 닌텐도 3DS        |
| 7세대 2016–2019 알로라지방 관동지방        | 포켓몬스터 울트라썬·울트라문               | 2017년 11월 17일전세계                                                                                | 닌텐도 3DS        |
| 7세대 2016–2019 알로라지방 관동지방        | 포켓몬스터 레츠고! 피카츄·레츠고! 이브이   | 2018년 11월 16일전세계                                                                                | 닌텐도 스위치     |
| 8세대 2019–2022 가라르지방 신오지방        | 포켓몬스터 소드·실드                       | 2019년 11월 15일전세계                                                                                | 닌텐도 스위치     |
| 8세대 2019–2022 가라르지방 신오지방        | 포켓몬스터 브릴리언트 다이아몬드·샤이닝 펄 | 2021년 11월 19일전세계                                                                                | 닌텐도 스위치     |
| 8세대 2019–2022 가라르지방 신오지방        | Pokémon LEGENDS 아르세우스                 | 2022년 1월 28일전세계                                                                                 | 닌텐도 스위치     |
| 9세대 2022– 팔데아지방                     | 포켓몬스터 스칼렛·바이올렛                 | 2022년 11월 18일전세계                                                                                | 닌텐도 스위치     |

이외에도 2021년 7월 27일 출시된 포켓몬 유나이트가 있다.

## 팬 게임
2024년 2월에 'PokéRogue'라는 현상적인 새로운 팬 게임이 개발되었다.  이 게임은 포켓몬스터의 열혈팬인 플레이어가 직접 개발한 게임으로, 게임 플레이 방식은 로그라이크 타입이다.

## 그 외 매체

### TV 애니메이션
애니메이션 《포켓몬스터》는 동명의 비디오 게임 시리즈에 기반한 텔레비전 시리즈이다. 1997년 TV 도쿄에서 방영 시작한 후, 7개의 시리즈와 1,000편 이상의 에피소드가 제작돼 역사상 가장 오랫동안 방영된 애니메이션들 중 하나로 꼽힌다.
애니메이션판의 주인공은 한지우 (일본명 사토시)로, 우연한 인연으로 모인 동료들과 함께 각 지방을 돌아다니며 포켓몬의 세계를 여행하는 이야기를 담았다.

### 영화
《포켓몬스터》 프랜차이즈 시작 이래로 23개의 영화가 제작돼 개봉됐다. 애니메이션 제작사 도호를 주축으로 유야마 쿠니히코와 야지마 테츠오가 감독을 맡아 1998년 《극장판 포켓몬스터: 뮤츠의 역습》 이래로 현재까지 매해마다 개봉하는 것을 원칙으로제작하고 있다. 극장판 영화들은 《포켓몬스터》텔레비전 애니메이션 시리즈를 기반으로 하나, 20번째 극장판인 《극장판 포켓몬스터: 너로 정했다!》부터는 별도의 세계관을 배경으로 한다. 2020년에는 첫 번째 극장판의 CGI 리메이크 《극장판 포켓몬스터 뮤츠의 역습 EVOLUTION》이 개봉했다.

#### 영화 극장판 만화영화 목록
| #   | 한국어 제목                                                     | 일본 개봉일      | 한국 개봉일      |
| --- | --------------------------------------------------------------- | ---------------- | ---------------- |
| 1   | 극장판 포켓몬스터: 뮤츠의 역습                                  | 1998년 7월 18일  | 2000년 12월 23일 |
| 2   | 극장판 포켓몬스터: 루기아의 탄생                                | 1999년 7월 17일  | 2001년 8월 11일  |
| 3   | 극장판 포켓몬스터: 결정탑의 제왕 앤테이                         | 2000년 7월 8일   | 2002년 2월 9일   |
| 4   | 극장판 포켓몬스터: 세레비 시간을 초월한 만남                    | 2001년 7월 7일   | 2006년 7월 16일  |
| 5   | 극장판 포켓몬스터: 물의 도시의 수호신 라티아스와 라티오스       | 2002년 7월 13일  | 2006년 8월 15일  |
| 6   | 극장판 포켓몬스터 AG: 아름다운 소원의 별 지라치                 | 2003년 7월 19일  | 2014년 8월 13일  |
| 7   | 극장판 포켓몬스터 AG: 열공의 방문자 테오키스                    | 2004년 7월 17일  | 2006년 12월 24일 |
| 8   | 극장판 포켓몬스터 AG: 뮤와 파동의 용사 루카리오                 | 2005년 7월 16일  | 2007년 1일 1일   |
| 9   | 극장판 포켓몬스터 AG: 포켓몬 레인저와 바다의 왕자 마나피        | 2006년 7월 15일  | 2006년 7월 20일  |
| 10  | 극장판 포켓몬스터 DP: 디아루가 VS 펄기아 VS 다크라이            | 2007년 7월 14일  | 2008년 12월 24일 |
| 11  | 극장판 포켓몬스터 DP: 기라티나와 하늘의 꽃다발 쉐이미           | 2008년 7월 19일  | 2009년 7월 3일   |
| 12  | 극장판 포켓몬스터 DP: 아르세우스 초극의 시공으로                | 2009년 7월 18일  | 2009년 12월 24일 |
| 13  | 극장판 포켓몬스터 DP: 환영의 패왕 조로아크                      | 2010년 7월 10일  | 2010년 12월 23일 |
| 14A | 극장판 포켓몬스터 베스트위시: 비크티니와 흑의 영웅 제크로무     | 2011년 7월 16일  | 2011년 12월 22일 |
| 14B | 극장판 포켓몬스터 베스트위시: 비크티니와 백의 영웅 레시라무     | 2011년 7월 16일  | 2011년 12월 22일 |
| 15  | 극장판 포켓몬스터 베스트위시: 큐레무 VS 성검사 케르디오         | 2012년 7월 14일  | 2012년 12월 19일 |
| 16  | 극장판 포켓몬스터 베스트위시: 신의 속도 게노세크트, 뮤츠의 각성 | 2013년 7월 13일  | 2014년 1월 9일   |
| 17  | 포켓몬스터 XY 후파: 파괴의 포켓몬과 디안시                      | 2014년 7월 19일  | 2015년 1월 14일  |
| 18  | 포켓몬스터 XY 후파: 광륜의 초마신                               | 2015년 7월 18일  | 2015년 12월 23일 |
| 19  | 극장판 포켓몬스터 XY&Z: 볼케니온: 기계왕국의 비밀               | 2016년 7월 16일  | 2016년 12월 22일 |
| 20  | 극장판 포켓몬스터: 너로 정했다!                                 | 2017년 7월 15일  | 2017년 12월 21일 |
| 21  | 극장판 포켓몬스터: 모두의 이야기                                | 2018년 7월 13일  | 2018년 12월 19일 |
| 22  | 극장판 포켓몬스터 뮤츠의 역습 EVOLUTION                         | 2019년 7월 12일  | 2020년 9월 30일  |
| 23  | 극장판 포켓몬스터: 정글의 아이, 코코                            | 2020년 12월 25일 | 2021년 9월 15일  |

#### 실사 매체
2019년 5월 10일, 실사영화 《명탐정 피카츄》가 개봉했다. 2018년 닌텐도 3DS로 발매됐던 외전작 《명탐정 피카츄》에 기반한 작품이다. 감독은 롭 레터먼으로, 영화 제작은 레전더리 엔터테인먼트가 담당했으며 배급은 일본에선 도호, 그 외 전세계 지역에선 워너 브라더스가 맡았다.

### 카드 게임
포켓몬 트레이딩 카드 게임 (Pokémon Trading Card Game, TCG)은 포켓몬 비디오 게임 시리즈와 비슷한 규칙을 사용하는 수집형 카드 게임이다. 참가자는 각 포켓몬 카드의 강점과 약점을 바탕으로 전략을 짜 상대방의 카드를 쓰러뜨는 것이 게임의 목표이다.

### 만화
《포켓몬스터》 시리즈 시작 이래로 포켓몬에 바탕한 만화들이 다수 연재됐다. 1996년 4월, 《포켓몬스터 적·녹》과 동시기에 연재를 시작한 아나쿠보 코사쿠의 만화 《포켓몬스터》를 최초로 게임 시리즈, 애니메이션, 카드 게임 등 각종 포켓몬 매체에 기반한 만화들이 제작됐다.

## 문화적 영향

포켓몬스터가 도장된 포켓몬 제트로 단장한 전일본공수의 보잉 747-400

포켓몬스터가 도장되어 있는 기차

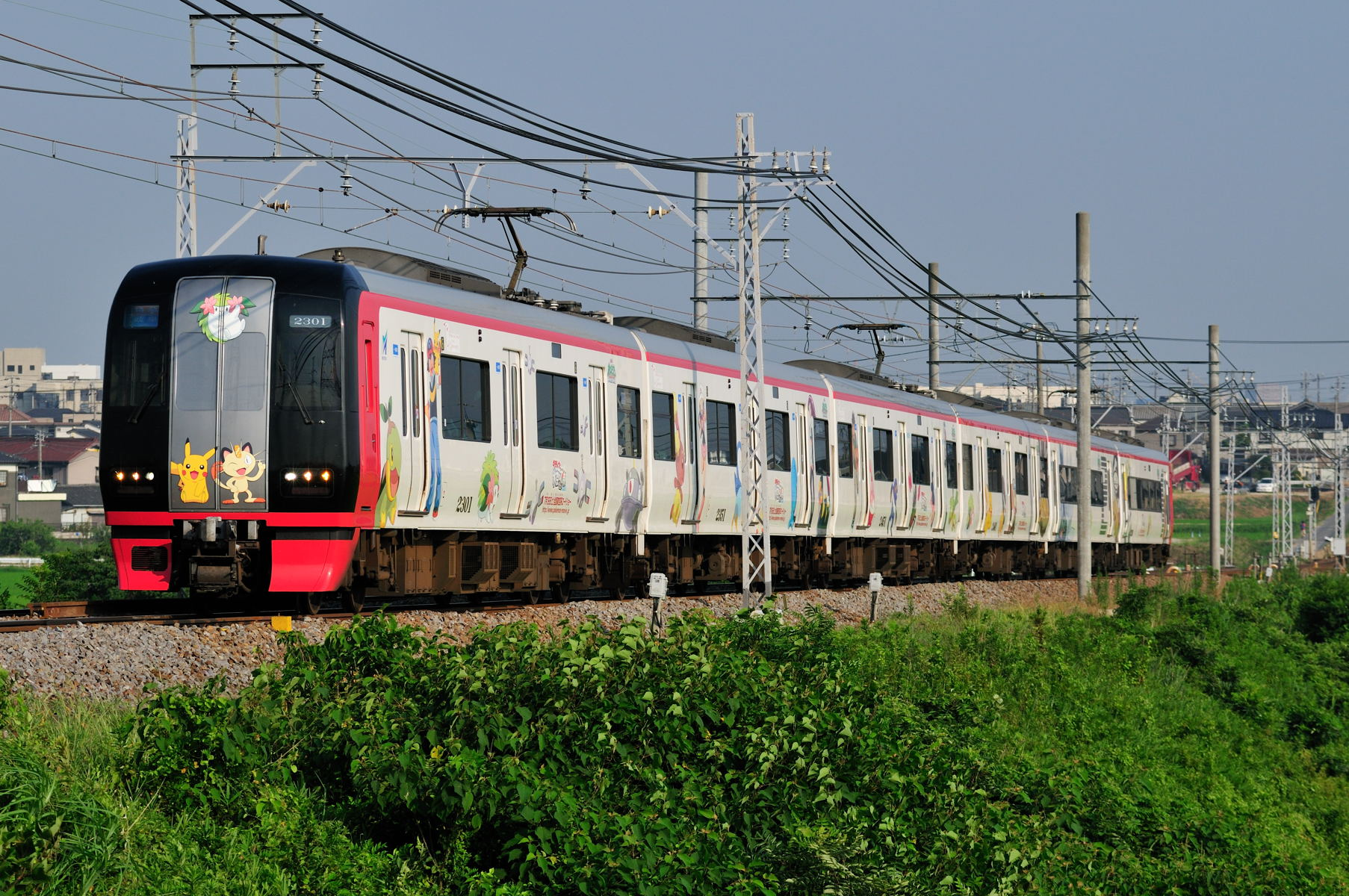
포켓몬스터가 도장되어 있는 전철

포켓몬스터는 전세계적인 인기를 누리는 프랜차이즈로서 대중문화에 지대한 영향을 끼쳤다. 매체에 등장하는 다양한 종들의 포켓몬은 문화의 아이콘이 되었는데, 그 예시로 메이시스 추수감사절 퍼레이드에 등장한 두 개의 피카츄 풍선, 전일본공수가 운영한 포켓몬 테마 비행기 포켓몬 제트, 2005년 일본 나고야와 2006년 타이베이에서 운영된 포케파크, 그리고 포켓몬 관련 상품들이 있다. 1999년에는 미국 잡지 《타임》의 표지에 등장했다.

## 같이 보기
- 포켓몬스터 (애니메이션)
- 포켓몬스터 (극장판)
- 포켓몬스터 스페셜
- 포켓몬 목록
- 포켓몬스터의 등장인물
- 포켓몬스터의 에피소드 목록
- 게임 프리크

### 참조주
1. 1 2  “디 얼티밋 게임 프리크 (The Ultimate Game Freak)”. 《타임》. November 22, 1999. November 12, 2007에 원본 문서에서 보존된 문서. May 22, 2010에 확인함.
2. ↑  존 카우펠드 (John Kaufeld); 제레미 스미스 (Jeremy Smith) (June 13, 2006). 《초보를 위한 교환 카드 게임》. John Wiley & Sons. 81쪽. ISBN 978-0-470-04407-0. April 25, 2013에 확인함.
3. ↑  폴로, 앤소니 (2019년 11월 20일). “포켓몬: 모든 지방의 현실 배경과 9세대 지방에 대한 예측”. 《게임랜트》. 2020년 9월 6일에 확인함.
4. ↑  “마스다의 힘 (HIDDEN POWER of masuda)”. 《www.gamefreak.co.jp》. 2019년 11월 27일에 확인함.
5. ↑  Farokhmanesh, Megan (2018년 5월 29일). “Another Pokémon game is still coming in 2019”. 《The Verge》. 2018년 5월 30일에 원본 문서에서 보존된 문서. 2018년 5월 30일에 확인함.
6. ↑  DeFreitas, Casey (2018년 5월 29일). “Core Pokemon RPG Coming to Nintendo Switch 2019”. 《IGN》. 2018년 5월 30일에 원본 문서에서 보존된 문서. 2018년 5월 30일에 확인함.
7. ↑  “Pokémon Brilliant Diamond and Pokémon Shining Pearl | Official Website”. 《diamondpearl.pokemon.com》 (미국 영어). 2021년 5월 26일에 확인함.
8. ↑  “Pokémon Legends: Arceus | Official Website”. 《legends.pokemon.com》 (미국 영어). 2021년 5월 26일에 확인함.
9. ↑  “An incredible Pokemon roguelike just lost its creator to Jesus Christ: "I am first and foremost a man seeking to follow God's path"” (미국 영어). 2024년 5월 22일. 2024년 7월 7일에 확인함.
10. ↑  리카 (2017년 11월 1일). “포켓몬 애니메이션 시리즈가 1,000회를 달성하다.”. 《ARAMA! JAPAN》 (미국 영어). 2019년 11월 27일에 확인함.
11. ↑  
“포켓몬 아니메”. 《Psypokes》. April 19, 2006에 원본 문서에서 보존된 문서. May 26, 2006에 확인함.
12. ↑  
Hood, Cooper (August 24, 2018). “Detective Pikachu Movie Title & Logo Officially Revealed”. 《Screen Rant》. January  5, 2019에 원본 문서에서 보존된 문서. November  4, 2018에 확인함.
13. ↑  Fleming, Jr, Mike (November 30, 2016). “Rob Letterman To Direct Pokemon Film 'Detective Pikachu' For Legendary”. 《Deadline Hollywood》. December  1, 2016에 원본 문서에서 보존된 문서. November  4, 2018에 확인함.
14. ↑  
McNary, Dave (July 25, 2018). “Ryan Reynolds' 'Detective Pikachu' Moves From Universal to Warner Bros.”. 《Variety》. July 25, 2018에 원본 문서에서 보존된 문서. November  4, 2018에 확인함.
15. ↑  “Pokémon Trading Card Game [Strategy]”. 2007년 5월 22일에 원본 문서에서 보존된 문서.
16. ↑  “타임 잡지 표지: 포켓맨 - Nov. 22, 1999”. 《TIME.com》 (미국 영어). August 17, 2018에 원본 문서에서 보존된 문서. February 26, 2019에 확인함.